# Liceo classico Vittorio Emanuele III
Il Liceo Vittorio Emanuele III è un istituto superiore di Patti in provincia di Messina.
È composto dalla sezione classica (situata nella sede principale di Via Trieste), dal liceo scientifico (indirizzo tradizionale e opzione scienze applicate, situati nella Sede di C.da Acquafico, inaugurata il 22 giugno 2018), dal liceo linguistico (situato nella sede di piazza Gramsci, inaugurata nel 2024) e dal liceo delle Scienze Umane (indirizzo economico-sociale e in fase di autorizzazione l'indirizzo tradizionale, situato anch'esso nella sede di Piazza Gramsci)
Dall'anno scolastico 2024/2025 nel liceo "Vittorio Emanuele III" - Patti ci sono due nuovi indirizzi, il Liceo del Made in Italy e l'Istituto Professionale Servizi culturali e dello spettacolo.

## Storia
Il Regio Ginnasio apre nell'anno scolastico 1864/'65 con 14 alunni iscritti alla prima classe e 6 alunni iscritti alla seconda classe, nella sede del Seminario. Diventa una scuola laica al servizio della città di Patti e del suo Circondario dopo la soppressione delle scuole vescovili del Seminario il 27 aprile 1866. Il Regio Ginnasio fu il primo istituto superiore laico attivato nella città nebroidea.
L'esigenza della creazione di un istituto laico emerse a seguito della nascita del Regno d'Italia che determinò la chiusura e soppressione degli studi presso Istituzioni religiose.
Le prestigiose scuole ginnasiali e liceali del Seminario Vescovile di Patti, riconosciute nel 1783 dal viceré Domenico Caracciolo come Liceo Regio Nazionale, rilasciavano titoli validi che permettevano agli alunni di accedere agli studi universitari. Esse, infatti, erano frequentate, oltre che dai seminaristi, anche da studenti laici che poi, ben formati nelle varie discipline umanistiche e filosofiche, potevano accedere agli studi superiori universitari.
Il 16 febbraio 1862 il consiglio comunale di Patti approvò una deliberazione rivolta al Ministero della Pubblica Istruzione con la quale si domandava l'istituzione di un Ginnasio e di Scuole Tecniche. Il Regio Ginnasio apre nell'anno scolastico 1864/65 presso i locali dell'ex Convento di S. Francesco e nel 1869 si tentò di istituire anche il corso liceale soppresso in Seminario. I risultati, però, furono deludenti e nel 1871 il liceo fu chiuso, mentre i corsi ginnasiali furono assicurati, oltre che dal Regio ginnasio, anche dal Convitto Magretti appena fondato presso i locali del Seminario.
Nel 1913/14 viene aperta la prima classe mista.
Nel 1925 la riforma Gentile riaffermò il primato dell'istruzione classica e della scuola selettiva, con i decreti varati dal 1925 indirizzò l'insegnamento verso l'ideologia di regime,come nuova materia è introdotta la Cultura Militare, è reintrodotto l'insegnamento della Religione e gli alunni vengono inquadrati nelle associazioni giovanili fasciste.
Nel 1932/33 Il Regio Ginnasio è intitolato al sovrano Vittorio Emanuele III.
Il Regio Liceo Classico fu istituito, dunque, con Regio decreto del 12 settembre 1935; le lezioni vennero avviate appena quattro giorni dopo l'istituzione: il 16 settembre. Esso fu unito al già esistente Regio Ginnasio mantenendo l'intitolazione e la sede presso l'ex Convento di S. Francesco (appena passato al Demanio regio).
Nel 1960, con nota ministeriale n. 2005 del 30 settembre 1960, pur con notevole ritardo, fu istituita la sezione del Liceo Scientifico presso il Liceo Ginnasio, "con decorrenza I ottobre, a titolo sperimentale e con funzionamento graduale", per garantire sul territorio l'offerta di un curriculum che fosse centrato in modo più specifico sulla formazione scientifica, per completare così il corso degli studi umanistici.
Si rappresenta che il Liceo classico Vittorio Emanuele III di Patti fa parte di una delle otto scuole (cinque statali e tre paritarie) che in Italia sono state dedicate a Vittorio Emanuele III
.

## Attività scolastiche

### Tindari Teatro Giovani
Tindari Teatro Giovani è una rassegna-concorso teatrale, nata nel 2002 per iniziativa del Liceo, del Comune di Patti e del Servizio Turistico Regionale di Patti e Tindari, che prende il nome dell'antica Città di Tindari dove ancora oggi si conserva uno dei teatri classici più antichi e famosi del Mediterraneo.
La rassegna, che si colloca tradizionalmente tra la fine di Aprile e la prima metà di Maggio, è riservata agli istituti scolastici medi superiori che portano sulla scena una rappresentazione teatrale, di autore italiano o straniero, classico o contemporaneo, in lingua italiana, straniera o vernacolo.
Protagonisti devono essere gli studenti della scuola partecipante, che in un esaltante momento di incontro-confronto, sono testimoni di un impegno culturale individuale e di un lavoro di gruppo.
La finalità di Tindari Teatro Giovani è quella di offrire uno spazio ed un luogo di cultura alla creatività dei giovani che frequentano i laboratori teatrali delle scuole, facendo rivivere i valori del teatro nella terra tindarina testimone di una classicità intrisa di una feconda pratica culturale che ancora oggi si ripropone, attivando un percorso di rapporti culturali ed umani con le nuove generazioni delle scuole d'Italia.
L'evento teatrale è un momento magico; trasforma i giovani in strumento di conoscenza attiva, li fa comunicare con le loro idee e con il loro corpo, con voce e movimento; li fa diventare interpreti di una complessa realtà che non è solo finzione, illusione scenica e recitazione; fa valutare con senso critico quanto accade intorno, amore, sogno, incubo; rende leggero un momento culturale che si trasforma anche in divertimento.
La manifestazione nel tempo è cresciuta: ogni anno registra la partecipazione numerosa ed entusiasta di centinaia di giovani, attori e non. Dal 2006 è inserita nel "Calendario delle manifestazioni di grande richiamo turistico" della Regione Sicilia e dal 2010 ha il patrocinio e il sostegno della Provincia Regionale di Messina.